# Olympische Sommerspiele 2020/Schwimmen – 50 m Freistil (Männer)
Der Schwimmwettkampf über 50 Meter Freistil der Männer bei den Olympischen Spielen 2020 in Tokio wurde vom 30. Juli bis 1. August 2021 im Tokyo Aquatics Centre ausgetragen.

## Rekorde
Vor Beginn der Olympischen Spiele waren folgende Rekorde gültig.
| Weltrekord         | César Cielo Filho | 20,91 s | São Paulo, Brasilien | 18. Dezember 2009 |
| Olympischer Rekord | César Cielo Filho | 21,30 s | Peking, China        | 16. August 2008   |

Während der Olympischen Spiele wurde folgender Rekord gebrochen:
| Olympischer Rekord | Caeleb Dressel | 21,07 s | Tokio, Japan | 1. August 2021 |

## Vorlauf

### Vorlauf 1
| Platz | Name                          | Nation           | Zeit    | Anmerkung |
| ----- | ----------------------------- | ---------------- | ------- | --------- |
| 1     | Adam Girard de Langlade Mpali | Gabun            | 27,66 s |           |
| 2     | José João Viegas da Silva     | Osttimor         | 28,59 s |           |
| 3     | Diosdado Miko Eyanga          | Äquatorialguinea | 31,03 s |           |

### Vorlauf 2
| Platz | Name                    | Nation         | Zeit    | Anmerkung |
| ----- | ----------------------- | -------------- | ------- | --------- |
| 1     | Charly Ndjoume          | Kamerun        | 27,22 s |           |
| 2     | Houssein Gaber Ibrahim  | Dschibuti      | 27,41 s |           |
| 3     | Ebrima Buaro            | Gambia         | 27,44 s |           |
| 4     | Shawn Dingilius-Wallace | Palau          | 27,46 s |           |
| 5     | Fahim Anwari            | Afghanistan    | 27,67 s |           |
| 6     | Phillip Kinono          | Marshallinseln | 27,86 s |           |

### Vorlauf 3
| Platz | Name                | Nation        | Zeit    | Anmerkung |
| ----- | ------------------- | ------------- | ------- | --------- |
| 1     | Mawupemon Otogbe    | Togo          | 25,68 s |           |
| 2     | Troy Pina           | Kap Verde     | 25,97 s |           |
| 3     | Santisouk Inthavong | Laos          | 26,04 s |           |
| 4     | Olim Qurobonow      | Tadschikistan | 26,12 s |           |
| 5     | Mamadou Bah         | Guinea        | 26,52 s |           |
| 6     | Abdelmalik Muktar   | Äthiopien     | 26,65 s |           |
| 7     | Simanga Dlamini     | Eswatini      | 26,94 s |           |
| 8     | Joshua Wyse         | Sierra Leone  | 27,90 s |           |

### Vorlauf 4
| Platz | Name                  | Nation                         | Zeit    | Anmerkung |
| ----- | --------------------- | ------------------------------ | ------- | --------- |
| 1     | Shane Cadogan         | St. Vincent und die Grenadinen | 24,71 s |           |
| 2     | Alassane Seydou       | Niger                          | 24,75 s |           |
| 3     | Mohammed Ariful Islam | Bangladesch                    | 24,81 s |           |
| 4     | Puch Hem              | Kambodscha                     | 24,91 s |           |
| 5     | Marc Dansou           | Benin                          | 24,99 s |           |
| 6     | Adama Ouedraogo       | Burkina Faso                   | 25,22 s |           |
| 7     | Eloi Imaniraguha      | Ruanda                         | 25,38 s |           |
| 8     | Shaquille Moosa       | Sambia                         | 25,54 s |           |

### Vorlauf 5
| Platz | Name                 | Nation                  | Zeit    | Anmerkung |
| ----- | -------------------- | ----------------------- | ------- | --------- |
| 1     | Luke Gebbie          | Philippinen             | 22,84 s |           |
| 2     | Emir Muratović       | Bosnien und Herzegowina | 22,91 s |           |
| 3     | Artur Barseghjan     | Armenien                | 23,14 s |           |
| 4     | Alaa Maso            | Refugee Olympic Team    | 23,30 s |           |
| 5     | Nikolas Antoniou     | Zypern                  | 23,38 s |           |
| 6     | Ghirmai Efrem        | Eritrea                 | 23,94 s |           |
| 7     | Filipe Gomes         | Malawi                  | 24,00 s |           |
| 8     | Mjagmaryn Delgerchüü | Mongolei                | 24,63 s |           |

### Vorlauf 6
| Platz | Name             | Nation              | Zeit    | Anmerkung |
| ----- | ---------------- | ------------------- | ------- | --------- |
| 1     | Andrej Barna     | Serbien             | 22,29 s |           |
| 2     | Dylan Carter     | Trinidad und Tobago | 22,46 s |           |
| 2     | Brett Fraser     | Cayman Islands      | 22,46 s |           |
| 4     | Enzo Martínez    | Uruguay             | 22,52 s |           |
| 5     | Renzo Tjon-A-Joe | Suriname            | 22,56 s |           |
| 6     | Santiago Grassi  | Argentinien         | 22,67 s |           |
| 7     | Hwang Sun-woo    | Südkorea            | 22,74 s |           |
| 8     | David Popovici   | Rumänien            | 22,77 s |           |

### Vorlauf 7
| Platz | Name             | Nation     | Zeit    | Anmerkung |
| ----- | ---------------- | ---------- | ------- | --------- |
| 1     | Wladyslaw Buchow | Ukraine    | 21,73 s |           |
| 2     | Santo Condorelli | Italien    | 22,14 s |           |
| 3     | Heiko Gigler     | Österreich | 22,17 s |           |
| 4     | Ali Khalafalla   | Ägypten    | 22,22 s |           |
| 5     | Gabriel Castaño  | Mexiko     | 22,32 s |           |
| 6     | Konrad Czerniak  | Polen      | 22,33 s |           |
| 7     | Ian Ho           | Hongkong   | 22,45 s |           |
| 8     | Oussama Sahnoune | Algerien   | 22,61 s |           |

### Vorlauf 8
| Platz | Name            | Nation             | Zeit    | Anmerkung |
| ----- | --------------- | ------------------ | ------- | --------- |
| 1     | Bruno Fratus    | Brasilien          | 21,67 s |           |
| 2     | Thom de Boer    | Niederlande        | 21,75 s |           |
| 3     | Jesse Puts      | Niederlande        | 21,84 s |           |
| 4     | Brent Hayden    | Kanada             | 21,85 s |           |
| 5     | Michael Andrew  | Vereinigte Staaten | 21,89 s |           |
| 6     | Maxime Grousset | Frankreich         | 21,97 s |           |
| 7     | Joshua Liendo   | Kanada             | 22,03 s |           |
| 8     | Nikola Miljenić | Kroatien           | 22,14 s |           |

### Vorlauf 9
| Platz | Name                             | Nation       | Zeit    | Anmerkung |
| ----- | -------------------------------- | ------------ | ------- | --------- |
| 1     | Kristian Gkolomeev               | Griechenland | 21,66 s |           |
| 2     | Kliment Andrejewitsch Kolesnikow | ROC          | 21,88 s |           |
| 3     | Wladimir Wiktorowitsch Morosow   | ROC          | 21,92 s |           |
| 4     | Alberto Mestre                   | Venezuela    | 21,96 s |           |
| 5     | Meiron Cheruti                   | Israel       | 22,01 s |           |
| 6     | Yu Hexin                         | China        | 22,14 s |           |
| 7     | Björn Seeliger                   | Schweden     | 22,19 s |           |
| 8     | Ari-Pekka Liukkonen              | Finnland     | 22,25 s |           |

### Vorlauf 10
| Platz | Name               | Nation             | Zeit    | Anmerkung |
| ----- | ------------------ | ------------------ | ------- | --------- |
| 1     | Caeleb Dressel     | Vereinigte Staaten | 21,32 s |           |
| 2     | Florent Manaudou   | Frankreich         | 21,65 s |           |
| 3     | Lorenzo Zazzeri    | Italien            | 21,86 s |           |
| 4     | Benjamin Proud     | Großbritannien     | 21,93 s |           |
| 5     | Paweł Juraszek     | Polen              | 21,97 s |           |
| 6     | Brad Tandy         | Südafrika          | 22,22 s |           |
| 7     | Maksim Lobanovskij | Ungarn             | 22,25 s |           |
| 8     | Cameron McEvoy     | Australien         | 22,31 s |           |

## Halbfinale

### Lauf 1
| Platz | Name                             | Nation      | Zeit    | Anmerkung |
| ----- | -------------------------------- | ----------- | ------- | --------- |
| 1     | Florent Manaudou                 | Frankreich  | 21,53 s |           |
| 2     | Bruno Fratus                     | Brasilien   | 21,60 s |           |
| 3     | Thom de Boer                     | Niederlande | 21,78 s |           |
| 4     | Kliment Andrejewitsch Kolesnikow | ROC         | 21,82 s |           |
| 4     | Brent Hayden                     | Kanada      | 21,82 s |           |
| 6     | Paweł Juraszek                   | Polen       | 21,88 s |           |
| 7     | Alberto Mestre                   | Venezuela   | 22,22 s |           |
| 8     | Wladimir Wiktorowitsch Morosow   | ROC         | 22,25 s |           |

### Lauf 2
| Platz | Name               | Nation             | Zeit    | Anmerkung |
| ----- | ------------------ | ------------------ | ------- | --------- |
| 1     | Caeleb Dressel     | Vereinigte Staaten | 21,42 s |           |
| 2     | Kristian Gkolomeev | Griechenland       | 21,60 s |           |
| 3     | Benjamin Proud     | Großbritannien     | 21,67 s |           |
| 3     | Michael Andrew     | Vereinigte Staaten | 21,67 s |           |
| 5     | Lorenzo Zazzeri    | Italien            | 21,75 s |           |
| 6     | Wladyslaw Buchow   | Ukraine            | 21,83 s |           |
| 7     | Jesse Puts         | Niederlande        | 21,87 s |           |
| 7     | Maxime Grousset    | Frankreich         | 21,87 s |           |

## Finale
1. August 2021, 03:30 MEZ
| Platz | Name               | Nation             | Zeit    | Anmerkung |
| ----- | ------------------ | ------------------ | ------- | --------- |
| 1     | Caeleb Dressel     | Vereinigte Staaten | 21,07 s | OR        |
| 2     | Florent Manaudou   | Frankreich         | 21,55 s |           |
| 3     | Bruno Fratus       | Brasilien          | 21,57 s |           |
| 4     | Michael Andrew     | Vereinigte Staaten | 21,60 s |           |
| 5     | Benjamin Proud     | Großbritannien     | 21,72 s |           |
| 5     | Kristian Gkolomeev | Griechenland       | 21,72 s |           |
| 7     | Lorenzo Zazzeri    | Italien            | 21,78 s |           |
| 8     | Thom de Boer       | Niederlande        | 21,79 s |           |